# Гренвиль, Джон, 1-й граф Бат
Джон Гренвиль (англ. John Granville; 29 августа 1628, Килкхэмптон, Корнуолл, Королевство Англия — 22 августа 1701, Лондон, Королевство Англия), английский аристократ, 1-й барон Гренвиль, 1-й виконт Гренвиль и 1-й граф Бат с 1661 года. Участвовал в гражданской войне на стороне короля, после реставрации Стюартов получил титулы благодаря своему родству с Джорджем Монком. Занимал должности лорда-лейтенанта Девона (1685—1696) и Корнуолла (1660—1696).

## Биография
Джон Гренвиль родился в 1628 году в семье корнуолльского землевладельца сэра Бэвила Гренвиля и его жены Грейс Смит. Сестра последней Элизабет была женой сэра Томаса Монка, так что Джон приходился двоюродным братом Джорджу Монку — генералу парламентской армии во время гражданской войны. В общей сложности в семье Гренвилей было 13 детей; Джон после ранней смерти двух братьев стал старшим, а в 1643 году унаследовал семейные владения, так как его отец погиб в битве при Лэнсдоуне.
В гражданской войне оба Гренвиля сражались на стороне короля Карла I во главе сформированного ими полка. Джон в 1643 году был посвящён в рыцари за храбрость, проявленную при взятии Бристоля, и получил должность джентльмена опочивальни Карла, принца Уэльского. Позже он последовал за принцем в изгнание на континент. В 1648 году Гренвиля назначили губернатором островов Силли, восставших против парламента и ставших базой роялистских каперов, захватывавших английские и голландские суда. В 1651 году войска парламента снова установили контроль над архипелагом, а сэр Джон попал в плен. Получив позже свободу, он остался в Англии. В правление Оливера Кромвеля Гренвиль участвовал в ряде роялистских заговоров. В 1660 году он был посредником в переговорах между Карлом II и Монком, которые привели к реставрации Стюартов.
Сэр Джон рассчитывал получить за свои заслуги титул герцога Албемарля, но тот достался Монку. Гренвиль же в 1661 году получил титулы барона Гренвиля, виконта Гренвиля и графа Бата, а в 1663 году — место в Тайном совете. С 1660 года он был лордом-лейтенантом Корнуолла, в 1665 году был назначен лордом-лейтенантом Ирландии, но не поехал на этот остров. Основным занятием графа в последующие годы стало восстановление семейной резиденции Стоу-Хаус в Корнуолле; кроме того, он начал расширять дворец Потеридж в том же регионе, но не довёл дело до конца.
При короле Якове II Гренвиль во главе собственного полка участвовал в подавлении восстания Монмута (1685). В 1688 году, когда ожидалась высадка в Англии Вильгельма Оранского, сэр Джон был комендантом ключевых портов на юге, Плимута и Эксетера, но перешёл на сторону Вильгельма. В награду он получил пост лорда-лейтенанта Девона. Герцогский титул снова ему не достался, а судебный спор из-за поместья Албемарль едва не разорил Гренвиля. К моменту смерти в 1701 году граф был обременён долгами.

## Семья
Джон Гренвиль был женат на Джейн Уич, дочери сэра Петера Уича и Джейн Мередит. В этом браке родились:
- Кэтрин, жена Гравена Пейтона[4];
- Джейн (1653—1696), жена Уильяма Левесона-Гоуэра, баронета[5];
- Грейс (1654—1744), жена Джорджа Картерета, 1-го барона Картерета[6];
- Мэри (умерла в 1655)[7];
- Бриджет (умерла в 1656)[8];
- Чарльз (1661—1701), 2-й граф Бат (застрелился через две недели после смерти отца — по-видимому, из-за унаследованных долгов)[9][10];
- Джон (умер в 1707), 1 барон Гренвиль из Потериджа[11].